# 조이스 빈센트 윌슨
조이스 빈센트 윌슨(영어: Joyce Vincent Wilson, 1946년 12월 14일 ~ )는 미국의 가수이다. 토니 올랜도 앤 돈의 멤버이다.